# Удо Фойгт
Удо Фойгт (нім. Udo Voigt; 14 квітня 1952, Фірзен, Північний Рейн-Вестфалія — 17 липня 2025) — німецький праворадикальний політик, у 1996—2011 роках голова Націонал-демократичної партії Німеччини, депутат Європарламенту від НДПН. Служив капітаном й інженером у ПС ФРН.

## Біографія
Був єдиною дитиною у сім'ї. Його батько був членом гітлер'югенду, членом СА, потім служив у вермахті і 1949 року повернувся з радянського полону. Удо з великою повагою ставився до батька. Після служби у ПС ФРН з 1982 по 1987 рік навчався за спеціальністю «політологія» в Університеті Мюнхена. 1968 року вступив у правоекстремістську націонал-демократичну партію (НДП). 1996 року після арешту голови партії Гюнтера Деккерта за звинуваченням у розпалюванні расизму обраний головою НДП і залишався на цій посаді до 2011 року.
2009 року його позиції дещо ослабли у зв'язку з тим, що партія зазнала найважчих фінансових труднощів через сплату державі штрафу у розмірі 2,5 мільйона євро. Внаслідок на з'їзді партії 13 листопада 2011 року обрали нового лідера партії Хольгера Апфеля.
З вересня 2006 року був членом муніципального парламенту в берлінському районі Трептов-Кепенік, до 2011 року — головою фракції НДП. На виборах 2014 року обраний депутатом Європейського парламенту від НДПН, де став членом Комітету з громадянських свобод, юстиції та внутрішніх справ.
Неодноразово піддавався адміністративній і кримінальній відповідальності за підбурювання до заколоту й інші порушення закону.
Помер 17 липня 2025 року у 73 роки.

## Погляди
У грудні 2007 року дав інтерв'ю іранському телебаченню, в якому стверджував, що кількість жертв Голокосту становить не 6 мільйонів, а 340 тисяч осіб. Висловлював також реваншистські вимоги повернути Німеччині території Померанії, Західної Пруссії, Східної Пруссії та Сілезії. Журнал «REPORT MAINZ» писав, що Фойгт не приховує своїх антисемітських, ксенофобських й антидемократичних поглядів. 2004 року вихваляв Гітлера як «славетного державного діяча», а Федеративну Республіку Німеччини називав «нелегітимною» та пропонував «згорнути». 22 березня 2015 року Фойгт виступив на Міжнародному російському консервативному форумі в Петербурзі і заявив, що до неонацизму жодного стосунку не має:

Я народився 1952 року, я не ходжу в нацистській формі і я не хочу оживити Гітлера. Це — минуле, а я дивлюся вперед.

На демонстрації 2007 року в Єні запропонував присудити Рудольфу Гессу Нобелівську премію миру. Був рішучим прихильником Володимира Путіна та заявляв, що Німеччина повинна мати «такого канцлера, як Путін».